# Conscitalypena
Conscitalypena là một chi bướm đêm thuộc họ Erebidae.